# Mirliton (bande dessinée)
Pour les articles homonymes, voir Mirliton.
Mirliton est une série de bande dessinée animalière publiée dans Spirou de 1970 à 1975. Elle raconte en courtes histoires comiques la vie du chat Mirliton avec sa maîtresse, la chatte Isadora et le chien Émile.
- Scénario : Raoul Cauvin
- Dessins : Raymond Macherot, Erwin Drèze
- Couleurs : Studio Leonardo

## Publications

### Albums
- Mirliton, Dupuis, coll. « Les meilleurs récits du journal Spirou », octobre 1980[1]
- Belle la vie, juin 2007[1]
- Mon pote et moi, novembre 2007[1]

### Magazines
36 gags et récits courts de Mirliton ont été publiés dans Spirou de 1970 à 1975.